# Улица Германа Титова (Петрозаводск)
Улица Ге́рмана Тито́ва (карел. German Titovan uuličču) — улица в историческом центре Петрозаводска (Карелия), одна из старейших в городе.

## Общие сведения
Нумерация улицы начинается на пересечении с Пушкинской улицей. Проходит на юго-запад, пересекая улицу Куйбышева, до улицы Кирова. Протяжённость улицы около 400 метров.
Современный облик улицы сформировался к середине XX века, к тому времени на улице не сохранилось ни одного старинного здания.

## История
На планах застройки Петрозаводска 1778 и 1785 годов эта улица, спускающаяся под горку к Онежскому озеру, обозначена как Малая Подгорная.
По описанию 1870 года Малая Подгорная шла от дома статской советницы Романовской на Садовой улице (нынешняя улица Кирова) пересекая Соломенскую улицу (нынешнюю Куйбышева) и Полицейскую улицу (нынешнюю Пушкинскую) до Владимирской улицы (ныне не существует) на набережной Онежского озера. Известно, что на улице располагался ресторан «Метрополь» (на углу с Садовой улицей), две гостиницы (Кожевникова и Комулайнена), часовой магазин с часовой мастерской, чулочная мастерская. На Сенной площади (ныне сквер Ивана Сенькина на пересечении с ул. Куйбышева) устраивались торговые ярмарки. Улица была известна зимними развлечениями: катанием на санках под гору до набережной Онежского озера.
10 августа 1961 года Малая Подгорная улица была переименована в улицу имени космонавта Германа Титова.

## Современный вид улицы Германа Титова
|                                                  |                                                      |                                                |                                    |                                                               |
| Спортивный комплекс, Пушкинская ул. / ул. Титова | Здание Прокуратуры Республики Карелии, ул. Титова, 4 | Здание издательства «Периодика», ул. Титова, 3 | Здание Нацбанка РК, ул. Титова, 10 | Здание Законодательного собрания РК, ул. Титова/ул. Куйбышева |